# Total Identity
Total Identity was een Nederlands strategisch communicatie- en ontwerpbureau dat van 2000 tot 2017 opereerde als opvolger van het iconische Total Design. Het bureau richtte zich op identiteitsvraagstukken, organisatieontwikkeling en visuele communicatie, en speelde een rol in de ontwikkeling van het concept van de ‘expressieve organisatie’.

## Geschiedenis
Na de naamsverandering van Total Design naar Total Identity in 2000 verschoof de focus van klassieke vormgeving naar strategisch identiteitsadvies. In 2017 fuseerde het bureau met KoeweidenPostma en Total Active Media en keerde in 2018 terug naar de naam Total Design, om de totale aanpak van identiteit, design en branding te reflecteren.
Het boek Total Identity uit 2003 werd gepresenteerd als een manifest en visitekaartje van een bureau dat ‘respect wilde verdienen door risico’s te nemen en mediocriteit te vermijden’. Het markeerde een breuk met het conventionele brandingdenken, ten gunste van een meer systemische, maatschappelijke en relationele benadering van communicatie en identiteit.
In 2013 vierde Total Identity haar vijftigjarige bestaan onder de naam Total Design. Volgens managing director Bob van der Lee heeft het bureau zich in die tijd meerdere keren ‘opnieuw uitgevonden’. De ‘integrale benadering van identiteit — niet alleen symbolisch, maar ook via gedrag — maakt het verschil in de markt’, aldus Van der Lee.
Volgens de officiële website begon het bureau in 1963 als Total Design, veranderde het in 2000 naar Total Identity, en keerde in 2018 terug naar de oorspronkelijke naam vanwege de overtuiging dat design allang méér is dan vormgeving alleen: ‘het inzicht, plan, uitvoering én resultaat’ staan centraal.

## Sleutelpersonen
- Hans Paul Brandt – algemeen directeur en initiator van de koerswijziging naar identiteitsadvies.[2]
- Jurjen Bügel – mede-auteur van het oprichtingsessay Van merkpropositie naar betrokkenheid en dialoog (1999), waarin de uitgangspunten van het bureau werden verwoord.[7]
- Peter Verburgt – verantwoordelijk voor scenario-denken, identiteitspolitiek, storytelling en strategische organisatieontwikkeling.[8]
- Aad van Dommelen – creatief directeur, bewaakte de visuele en conceptuele kwaliteit.
- Stijn van Diemen – directeur van de vestiging in Den Haag.

## Filosofie en werkwijze
Volgens Total Identity (2003) en Identity 2.0 (2008) was identiteit geen louter visuele huisstijl, maar een strategisch en sociaal instrument. Het bureau werkte met het zogeheten identiteitsscenario, waarin authenticiteit, relevantie, empathie en dialoog centraal stonden.
Total Identity pleitte voor een verschuiving van ‘branding’ naar ‘identity building’, en van ‘outside-in’ naar ‘inside-out’. Het verhaal van de organisatie – geschiedenis, waarden en ambities – werd beschouwd als organiserend principe voor interne en externe communicatie.

### Essentiële essays
- Van merkpropositie naar betrokkenheid en dialoog (1999) – introduceerde de verschuiving van positionering naar relatievorming, met nadruk op empathie, gedeelde waarden en maatschappelijke relevantie.[7]
- In den beginne was het woord (2005) – benadrukte de corporate story als leidraad voor verandering en als verbindend element tussen verleden, heden en toekomst.[9]
- Disruptive Identity (2010) – introduceerde het concept van ‘duaal beleid’, waarbij bewust wordt omgegaan met de kloof tussen merk (actueel) en identiteit (visionair).[10]

## Belangrijke thema’s
- Identiteit als strategisch en moreel kader
- De kracht van de corporate story
- Verandering als permanente staat
- Het spanningsveld tussen merk en identiteit (‘manage the gap’)
- Visuele symboliek als drager van cultuur en betekenis

## Publicaties
- Total Identity (2003, BIS Publishers)[2]
- Identity 2.0 (2008, BIS Publishers)[8]
- Van merkpropositie naar betrokkenheid en dialoog – Hans Paul Brandt & Jurjen Bügel (1999)[7]
- In den beginne was het woord – Edsco de Heus (2005)[9]
- Disruptive Identity – Saskia Dijkstra (2010)[10]

## Invloed
Total Identity beïnvloedde het denken over identiteit en communicatie in Nederland en daarbuiten, zowel in de publieke als private sector. Het bureau hielp organisaties bij het ontwikkelen van een ‘zelfbewuste identiteit’ als basis voor reputatie, innovatie en maatschappelijke relevantie.